# Červená Ulice
Červená Ulice (německy Rothgasse) je zaniklá dělnická kolonie na bývalém předměstí Brna. Nacházela se v prostoru dnešní ulice Mezírka ve čtvrti Veveří v městské části Brno-střed.

## Historie
Na předměstí Velká Nová Ulice vznikla v roce 1763 továrna na jemná sukna. Ze strany ulice byla tvořena jedním klasicistním domem (v prostoru dnešního hotelu Slovan, Lidická čo. 23), měla však velmi dlouhou a úzkou parcelu, sahající v trase ulice Mezírka až k nynější Kounicově ulici. Na tomto pozemku byla továrna rozšiřována o několik nádvoří, přičemž na tom posledním a největším z nich, postavili v letech 1785 a 1786 soukromí majitelé fabriky, kterou získali roku 1781 od státu, kolonii 44 maličkých domků v několika řadách pro soukenické mistry a tovaryše. Osada získala podle použitých neomítnutých cihel název Červená Ulice a stala se vůbec první dělnickou kolonií v habsburské monarchii. Ze strany Malé Nové Ulice byla uzavřena budovou přádelny, v níž po roce 1811 fungoval vojenský výchovný ústav pro chlapce. V roce 1850 se kolonie coby součást Velké Nové Ulice stala součástí Brna.
V roce 1867, kdy byly oficiálně pojmenovány ulice v Brně, byla osada rozdělena na Schmalovu ulici (dnešní Mezírka) a Červenou ulici (v místě křižovatky s Mášovou). Továrna později zanikla a okolí bylo během druhé poloviny 19. století a na přelomu 19. a 20. století zastavěno velkoměstskými historizujícími činžovními domy. Kolonie však zůstala v původní podobě až do 30. let 20. století, kdy zanikly některé její domky kvůli nové výstavbě Mášovy ulice. Většina osady existovala i nadále, a to až do 50. let 20. století, kdy byla zbořena. V místě kolonie vznikla ulice Mezírka, v níž byl během následujícího desetiletí vybudován hotel Continental a administrativní budova Československých cihlářských závodů a Průmyslových staveb (Mezírka čo. 1).

## Galerie

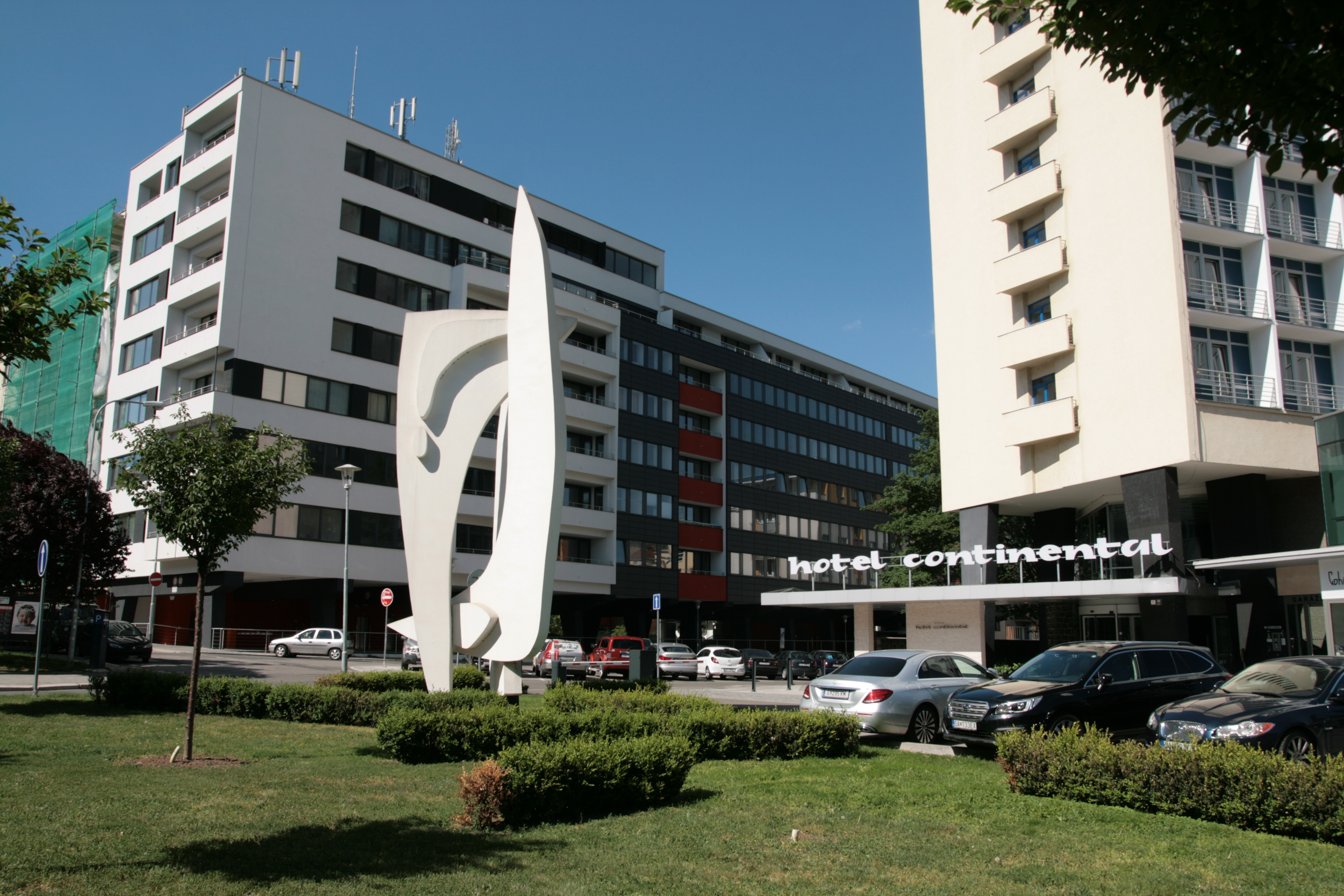
Začátek ulice Mezírka u hotelu Continental